# The Whole World's Goin' Crazy (canción)
«The Whole World's Goin' Crazy» (en español: «El mundo entero se está volviendo loco») es una canción de rock escrita por el cantante y músico Myles Goodwyn.  Se numeró como la novena pista (o décima según la versión) del álbum homónimo de la banda canadiense de rock April Wine, lanzado en 1975.

## Lanzamiento y recibimiento
Este tema se lanzó como sencillo en 1975, siendo el primero del disco The Whole World's Goin' Crazy.  En el lado B de este vinilo fue incluida la melodía «So Bad» («Tan mala» en español); dicha canción fue compuesta también por Goodwyn.
En Canadá, «The Whole World's Goin' Crazy» logró una buena aceptación del público, pues alcanzó el 5.º lugar de la lista de las cien canciones más populares de la revista RPM Magazine y permaneció en esta posición durante dos semanas consecutivas.  Además, se ubicó en el puesto 68.º del listado de los 200 temas más exitosos de 1976 a finales del mismo año.

## Lista de canciones

### Lado A
| side one |                                 |               |          |  |
| N.º      | Título                          | Escritor(es)  | Duración |  |
| 1.       | «The Whole World's Goin' Crazy» | Myles Goodwyn | 2:27     |  |

### Lado B
| side one |          |               |          |  |
| N.º      | Título   | Escritor(es)  | Duración |  |
| 2.       | «So Bad» | Myles Goodwyn | 3:25     |  |

## Créditos

### April Wine
- Myles Goodwyn — voz principal, guitarra y teclados
- Gary Moffet — guitarra y coros
- Steve Lang — bajo
- Jerry Mercer — batería y coros

### Músico invitado
- Frank Marino — guitarra (en la canción «So Bad»)

### Personal de producción
- Myles Goodwyn — productor
- Billy Szawlowski — ingeniero de sonido
- Ian Terry — ingeniero de sonido
- Sabin Nelson Brunet — masterizador

## Listas
| Año  | País   | Lista                               | Posición máxima |
| ---- | ------ | ----------------------------------- | --------------- |
| 1976 | Canadá | RPM Magazine Top 100 Singles        | 5.º             |
| 1976 | Canadá | RPM Magazine Top 200 Singles of '77 | 68.º            |